# D23
D23 (ufficialmente D23: The Official Disney Fan Club) è il fan club ufficiale della Disney. Fondato nel 2009, è noto soprattutto per il suo evento fieristico biennale, il D23 Expo. Il nome D23 ha origine dalla D di Disney e da 1923, l'anno in cui Walt Disney fondò la sua azienda. Comprende due livelli di iscrizione, gratuito e oro. L'iscrizione include Disney twenty-three (una rivista trimestrale), regali annuali, eventi, promozioni esclusive, sconti e accesso anticipato al D23 Expo.

## Storia
D23 è stato presentato il 10 marzo 2009 da Bob Iger durante la riunione annuale della società. D23 aveva uno stand al San Diego Comic-Con International nel 2009 a cui ha fatto seguito il primo D23 Expo il 10-13 settembre 2009. Nel marzo 2010 D23 ha annunciato che l'esposizione sarebbe stata biennale invece che annuale, con un evento Destination D nell'anno libero. A febbraio 2013 la Walt Disney Company Japan ha annunciato il primo D23 Expo Japan il 12-14 ottobre 2013.
Nell'aprile 2013 D23 e il TCM Festival si sono uniti in occasione del 75º anniversario della proiezione di Biancaneve e i sette nani mentre Kirk Douglas ha presentato una proiezione di Ventimila leghe sotto i mari, da poco restaurato dai negativi originali della cinepresa.
Steven Clark si è dimesso come capo del D23 alla fine di settembre 2013. A gennaio 2014 Adam Sanderson ha assunto la carica di vicepresidente senior per le comunicazioni aziendali con la supervisione dei Disney Archives. In occasione dell'evento Destinazione D del fine settimana del 21 novembre 2014 Sanderson ha comunicato che il livello d'argento dei soci è stato interrotto.

## D23 Expo

### 2009: The Ultimate Disney Fan Experience
Il primo D23 Expo si è tenuto nell'Anaheim Convention Center ad Anaheim in California dal 10 al 13 settembre 2009. La mostra includeva padiglioni della Walt Disney Imagineering, modelli in mostra e test per le future attrazioni; un servizio fotografico, oltre a progetti, sulle truppe d'oltreoceano e rifugi per senzatetto; Disney Consumer Products, che mostrava i numerosi prodotti che sarebbero stati venduti dalla Disney nei successivi anni; un Disney Dream Store; costumi e oggetti di scena dagli archivi Walt Disney; un Collectors Forum dove persone provenienti da tutto il paese hanno esposto e venduto cimeli.
Gli eventi si sono svolti nella D23 Arena, Stage 23, nel Storytellers Theatre e nel Walt Disney Studios Theatre. Sono stati annunciati molti progetti futuri, tra cui un'espansione di Fantasyland al Magic Kingdom, una vasta ristrutturazione dello Star Tours a Disneyland e agli Disney's Hollywood Studios, un remake del film Yellow Submarine dei Beatles, un quarto film del franchise Pirati dei Caraibi, un nuovo film sui Muppet, clip e anteprime per promuovere progetti come Lanny & Wayne - Missione Natale, Rapunzel - L'intreccio della torre, La bella e la bestia in 3-D, una serie di video virali sui Muppet e una serie di film con Guillermo del Toro.
Tra le presenze di celebrità vi erano John Travolta, Nicolas Cage, Patricia Heaton, Kelsey Grammer, Tim Burton, Selena Gomez, Donny Osmond, Tom Bergeron, Betty White, Robin Williams, Joseph Fiennes, Johnny Depp (come Jack Sparrow) e delle performance dal vivo di Miley Cyrus e dei Muppet.

### 2011: The Ultimate Disney Fan Event

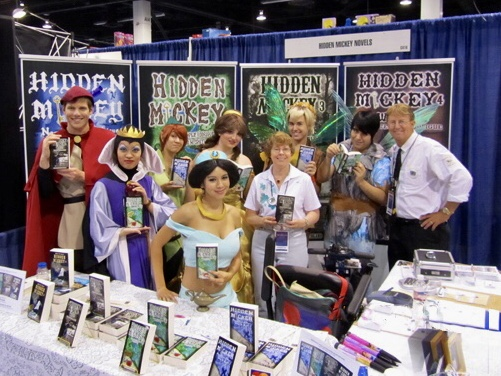
Lo stand di Hidden Mickey nel Collectors Forum del D23 Expo 2011.

Il D23 Expo si è tenuto all'Anaheim Convention Center il 19-21 agosto 2011. Molto simile al D23 Expo inaugurale del 2009, lo spazio espositivo dell'Expo comprendeva ulteriori padiglioni per Disney Channel, Radio Disney, Collector's Forum, The Walt Disney Studios, Disney Living, Disney Corporate Citizenship e Disney Interactive Media Group. I Treasures of the Walt Disney Archives si è ampliato di 12 000 piedi quadri (1 100 m²) dal D23 Expo inaugurale. Nello spazio espositivo era presente anche un nuovo padiglione Carousel of Projects, simile al padiglione Walt Disney Imagineering del D23 Expo 2009, che mostrava i principali progetti in via di sviluppo in arrivo nei Walt Disney Parks and Resorts in tutto il mondo.
Tra le opportunità di shopping c'era il D23 Expo Dream Store. Tra gli altri negozi esclusivi del D23 Expo figurano il Mickey's of Glendale della sede centrale del Walt Disney Imagineering a Glendale in California e il Walt Disney Archives Treasure Trove degli Archivi Walt Disney di Burbank. Altri negozi includono A Small World Village e un Disney Store nel padiglione Disney Living. Un'altra area era il Collectors Forum dove gli ospiti potevano acquistare i Disney Collectibles.
Gli eventi si sono svolti presso la D23 Arena, Stage 23, Stage 28, il "red carpet" nell'area Talent Round-Up, lo Storytellers Stage presso il padiglione Disney Living e sul palco Disney Channel/Radio Disney. Il palco Disney Channel ha ospitato spettacoli di Coco Jones, China Anne McClain, una prima occhiata al Next Big Thing di Radio Disney e una esibizione di karate di Leo Howard. I partecipanti hanno anche avuto la possibilità di incontrare e salutare il cast di Buona fortuna Charlie, Jake e i pirati dell'Isola che non c'è, Lemonade Mouth, So Random!, Phineas e Ferb, Kickin' It - A colpi di karate, Fish Hooks - Vita da pesci, A.N.T. Farm - Accademia Nuovi Talenti, Manny tuttofare, Agente Speciale Oso, Coppia di re, e A tutto ritmo.
Lo Stage 23 ha ospitato molti eventi che hanno coinvolto anteprime dei progetti dei The Walt Disney Studios e ABC Studios tra cui The Avengers, I Muppet, Ribelle - The Brave, Monsters University, C'era una volta e Lanny & Wayne: Buoni vs. Cattivi e la celebrazione del 25º Anniversario della Pixar. Lo stage 28 ha ospitato i panel del Walt Disney Imagineering per la Disney Cruise Line, Cars Land, Buena Vista Street, Star Tours: The Adventures Continue, The Little Mermaid: Ariel's Undersea Adventure, The Voices of the Parks e foto e video d'epoca di Disneyland e del Walt Disney World.
I primi turni dell'Ultimate Disney Trivia Tournament si sono svolti il 18 agosto 2011 (un giorno prima del D23 Expo) riducendo i partecipanti da migliaia a cento e da cento a venti. È stato presentato da Daniel Roebuck (guest star in Lost e I maghi di Waverly) che ha ristretto, per il turno finale, da 20 persone a 3. Dopo due giorni di quiz John Kurowski è stato dichiarato il vincitore dell'Ultimate Disney Fan Trivia Tournament inaugurale. Il suo nome è stato inciso su un trofeo Ludwig von Drake che è stato conservato negli Archivi Walt Disney. Kurowski ha anche vinto una crociera in anteprima sulla nave Disney Fantasy della Disney Cruise Line che nel 2012 è stata inaugurata al pubblico.
La D23 Arena ha ospitato molti eventi di rilievo esclusivi del D23 Expo. Questa era la seconda volta che la cerimonia delle Leggende Disney si era svolta al D23 Expo; originariamente si svolgeva presso i Walt Disney Studios di Burbank. All'Expo l'azienda ha premiato 12 persone che hanno contribuito alla The Walt Disney Company. Tra queste Jodi Benson, Barton Boyd, Jim Henson, Linda Larkin, Paige O'Hara, Regis Philbin, Anika Noni Rose, Lea Salonga, Ray Watson, Guy Williams, e Jack e Bonita Wrather.

### 2013
Il D23 Expo si è tenuto per la terza volta il 9-11 agosto 2013 presso l'Anaheim Convention Center. In seguito i dirigenti Disney hanno stimato una partecipazione di circa 65.000 persone..
The Walt Disney Studios ha presentato in esclusiva anteprime di film live-action, tra cui Saving Mr. Banks, Maleficent, Muppets 2 - Ricercati, Tomorrowland - Il mondo di domani e Thor: The Dark World, e di produzioni animate come Il viaggio di Arlo, Frozen - Il regno di ghiaccio, Centro Feste e Tutti in scena!. Lucasfilm ha debuttato all'Expo con il panel "Crash Course in the Force: Star Wars Saga 101" condotto da Pablo Hidalgo. I Walt Disney Parks and Resorts hanno esposto padiglioni relativi alle attrazioni di Avatar Land, le future attrazioni su Guerre stellari, la Marvel's Avengers Academy sulla Disney Magic, Disney Springs e Shanghai Disneyland.

#### D23 Expo Japan 2013
Il primo D23 Expo Japan si è tenuto dal 12 al 14 ottobre 2013 nell'area di Maihama presso il Tokyo Disney Resort. Questo Expo ha celebrato molteplici anniversari, il 90º anniversario dell'azienda, il 30° del Tokyo Disney Resort, il 10° di Disney Channel, il quinto di Disney Mobile, il quinto di Disney-JCB Card e il primo di Dlife.

### 2015
La quarta edizione del D23 Expo si è tenuta dal 14 al 16 agosto 2015 presso l'Anaheim Convention Center. Pixar e Walt Disney Animation Studios hanno presentato le prime anteprime de Il viaggio di Arlo, Alla ricerca di Dory, Zootropolis, Oceania, Toy Story 4 e Coco. I Marvel Studios hanno presentato filmati da Captain America: Civil War e concept art da Doctor Strange mentre Lucasfilm ha presentato un'anteprima di Star Wars - Il risveglio della Forza. Walt Disney Pictures ha mostrato Alice attraverso lo specchio, Il libro della giungla, La bella e la bestia, Pirati dei Caraibi - La vendetta di Salazar, Il drago invisibile, L'ultima tempestae Queen of Katwe. Inoltre sono stati rivelati i loghi per Gli Incredibili 2 e Cars 3.
Disney Interactive ha organizzato presentazioni di diversi videogiochi, in particolare Star Wars: Battlefront, Disney Infinity 3.0 e Kingdom Hearts III. Le presentazioni hanno mostrato nuovi filmati di gioco, trailer e rivelazioni. Le presentazioni comprendevano anche annunci a sorpresa e ospiti speciali. Al termine della presentazione dei Walt Disney Studios, Bob Iger ha annunciato a sorpresa che la Disney stava sviluppando un nuovo spazio a tema Star Wars sia per Disneyland che per i Disney's Hollywood Studios.
Ulteriori presentazioni hanno incluso "Disney a Broadway: The Originals" che ha celebrato gli adattamenti scenici dei film Disney da parte delle Disney Theatrical Productions; "FROZEN FANdemonium - A Musical Celebration!" che ha celebrato la musica di Frozen - Il regno di ghiaccio e una celebrazione del 20º anniversario dell'uscita di Toy Story - Il mondo dei giocattoli.

#### D23 Expo Japan 2015
Il secondo D23 Expo Japan si è tenuto il 6-8 novembre 2015 presso il Tokyo Disney Resort.

### 2017
La quinta edizione del D23 Expo si è tenuta dal 14 al 16 luglio 2017 presso l'Anaheim Convention Center. The New York Times ha stimato la presenza per l'Expo 2017 a circa 100.000 persone.
Pixar e Walt Disney Animation Studios hanno presentato le prime immagini di Ralph spacca Internet, Gli Incredibili 2 e Coco; Lucasfilm ha mostrato un dietro le quinte di Star Wars - Gli ultimi Jedi; i Marvel Studios hanno mostrato una anteprima di Avengers: Infinity War; Walt Disney Pictures ha mostrato una anteprima di Nelle pieghe del tempo, Il ritorno di Mary Poppins, Lo schiaccianoci e i quattro regni e il remake de Il re leone. È stato annunciato anche il cast per il remake live-action di Aladdin.
I Walt Disney Parks and Resorts hanno rivelato che le nuove aree a tema Star Wars in Disneyland e nei Disney's Hollywood Studios sarebbero state chiamate Star Wars: Galaxy's Edge e ha presentato un modello in scala dell'area nel suo padiglione. Ci sono state ulteriori presentazioni per Rapunzel: La serie e Frozen - Le avventure di Olaf, così come una conferenza che celebrava il 20º anniversario dell'uscita di Hercules.

#### D23 Expo Japan 2018
Il terzo D23 Expo Japan si è tenuto dal 10 al 12 febbraio 2018 al Tokyo Disney Resort.

### 2019
La sesta edizione del D23 Expo si è tenuta dal 23 al 25 agosto 2019 presso l'Anaheim Convention Center. Pixar e Walt Disney Animation Studios hanno presentato un esteso sguardo a Frozen II - Il segreto di Arendelle, Onward, Soul e ha annunciato Raya e l'ultimo drago. Marvel Studios hanno presentato la prima occhiata a Black Widow, Eternals e hanno annunciato Black Panther II. Lucasfilm ha presentato un'anteprima di Star Wars - L'ascesa di Skywalker. Infine, la Walt Disney Pictures ha presentato un primo assaggio del remake live-action di Mulan, una clip estesa di Maleficent - Signora del male, Jungle Cruise, il prequel live-action de La carica dei cento e uno Cruella e il primo trailer del remake live action Lilli e il vagabondo. Questo Expo ha rappresentato anche la prima volta che la Disney ha presentato progetti della 20th Century Fox, con clip di film in arrivo come Le Mans '66 - La grande sfida, Spie sotto copertura e The King's Man - Le origini. Alan Horn ha affermato che non stavano per annunciare nulla di Fox all'Expo ma ha anche sottolineato che altre notizie su Fox sarebbero state annunciate in futuro.

### 2022
La settima edizione del D23 Expo si è tenuta dal 9 all'11 settembre 2022 presso l'Anaheim Convention Center. L'evento era stato inizialmente programmato per il 2021, ma a causa della pandemia di COVID-19 negli Stati Uniti, l'evento è stato spostato nel 2022. In occasione del 100º anniversario dalla Walt Disney Company, la Disney annuncio un nuovo logo (creato da Disney Studios in collaborazione con Industrial Light & Magic) per l'intro dei suoi prossimi film, insieme al nuovo adattamento della canzone When You Wish Upon a Star (Una Stella Cade), composta da Christophe Beck. Pixar e Walt Disney Animation Studios hanno presentato un'ampia lista di serie e film; Zootropolis+, Iwàjù, Strange World - Un mondo misterioso, Wish, Elemental, Win Or Lose, Elio e Inside Out 2. Lucasfilm ha presentato in esclusiva il trailer delle serie Andor, Willow, Star Wars: Tales of the Jedi, Ahsoka, Star wars: Skeleton Crew insieme alle prossime stagioni di The Mandalorian e Star Wars: The Bad Batch. Inoltre è stato annunciato (a sorpresa) il film Indiana Jones 5. Marvel ha annunciato l'uscita del film Black Panther: Wakanda Forever, insieme ai nuovi trailer di Ant-Man and the Wasp: Quantumania e Secret Invasion. Inoltre è stato confermato che la serie Loki è stata rinnovata per la seconda stagione e il titolo del prossimo film su Capitan America; Captain America New World Order.
Walt Disney Pictures ha mostrato i trailer live-action de La Sirenetta, Hocus Pocus 2, Come per disincanto - E vissero infelici e scontenti, Peter Pan & Wendy, La casa dei fantasmi, Mufasa - Il re leone (di cui è stato annunciato il titolo definitivo) e Biancaneve. In conclusione, la 20th Century Fox ha confermato che verrà prodotta una serie basata sul videogioco Assassin's Creed, oltre ad aver presentato in anteprima il teaser trailer di Avatar - La via dell'acqua.